# Джайънтс Стейдиъм
„Джайънтс Стейдиъм“ (понякога наричан стадион „Джайънтс в Медоулендс“ или „Блатото“) е стадион, разположен в Ийст Ръдърфорд, Ню Джърси, в спортния комплекс „Медоулендс“. Мястото е отворено от 1976 до 2010 г. и е домакин предимно на спортни събития и концерти. Съоръжението е известно като домашния терен на футболните отбори „Ню Йорк Джайънтс“ и „Ню Йорк Джетс“. Максималният капацитет на седалките е 80 242. Самата структура е 230 метра дълга, 180 метра широка и 44 метра висока от сервизното ниво до горната част за сядане и 54 метра висока до върха на южна кула. Обемът на стадиона е 1 830 000 милиона кубически метра и 13 500 тона структурна стомана е използвана по време на строителния процес и са излети 29 200 тона бетон. Стадионът е собственост и се управлява от „Органа за спорт и изложби на Ню Джърси“. Полето на стадиона е подравнено от северозапад на югоизток, с ложа за пресата по протежение на югозападната странична линия.
През 1994 г., на „Джайънтс Стейдиъм“ се играят седем двубоя от Световното първенство по футбол 1994 г. От група Е това са Италия – Ирландия, Италия – Норвегия и Ирландия – Норвегия. От група F само Саудитска Арабия – Мароко. Във фазата на директните елиминации, Българският национален отбор по футбол изиграва и трите си двубоя на „Джайънтс Стейдиъм“: осминафинала с Мексико (1:1, 3:1 след дузпи), четвъртфинала с Германия (2:1) и полуфинала с Италия (1:2).
Българският спортен журналист Борис Касабов коментира и трите двубоя на Националния отбор по футбол на България директно от стадиона и го определя като „...най-щастливия стадион в историята на българския футбол...“, след победата над Германия.